# مايومي وماتسو
مايومي وماتسو (大松 真由美) (مواليد 12 يوليو 1970)، هي لاعبة كرة قدم كانت تلعب كمهاجم. ولعبت مع منتخب اليابان لكرة القدم للسيدات.

## وصلات خارجية
- مايومي وماتسو على موقع الاتحاد الدولي (مؤرشف)  (الإنجليزية)
- مايومي وماتسو على موقع Soccerway.com (الإنجليزية)
- مايومي وماتسو على موقع عالم كرة القدم.نت (الإنجليزية)